# Marián Mouriño Terrazo
María de los Ángeles Mouriño Terrazo, conocida como Marián Mouriño, nacida en Madrid el 25 de mayo de 1975, es una empresaria española, presidenta del Real Club Celta de Vigo.

## Trayectoria
Hija del empresario gallego afincado en México Carlos Mouriño, a los 4 años marchó a vivir a Ciudad de México y a los 11 a Campeche. Cuando tenía 14 fue a estudiar secundaria a Orlando (Estados Unidos). Estudió Empresas y Administración en la Universidad de Miami, y en la misma institución realizó luego un máster en Márketing. Regresó a Campeche durante un año y después se fue a vivir a Vigo.
De 2001 a 2004 trabajó en el área financiera de la empresa de telecomunicaciones gallega Comunitel. De 2005 a 2009 trabajó como directora de marketing del Real Club Celta de Vigo. En 2006 su padre, Carlos Mouriño, accede a la presidencia de la entidad futbolística; en 2008, dos años más tarde, su hermano mayor Juan Camilo Mouriño fallece en un accidente de avión cuando era ministro de la Gobernación en el ejecutivo de Felipe Calderón, en México. Los cambios familiares, y la cada vez mayor presencia de su padre en Vigo, hicieron que Marián Mouriño volviese a México para ocuparse, junto a su hermano Carlos, del grupo empresarial GES, que se extiende a diversos sectores como la energía, la hostelería o la producción y distribución de alimentos. De hecho, fue fundadora y presidenta ejecutiva del grupo gasolinero Lagas (2014-19) y consejera regional del Banco Bilbao Vizcaya Argentaria México (2016-2019).
Fue también presidenta entre 2009 y 2019 de la Fundación Juan Camilo Mouriño, que lleva el nombre de su fallecido hermano.

## Vida personal
Hija de Carlos Mouriño, tuvo dos hermanos, Carlos y Juan Camilo: este último fallecido en un accidente de avión cuando era ministro en México.
Está casada y tiene tres hijos.